# Midnight Sun (televisieserie)
Midnight Sun (Zweeds: Midnattssol; Frans: Jour polaire) is een Zweeds-Franse televisieserie die in Zweden de eerste maal uitgezonden werd op SVT op 23 oktober 2016 en in Frankrijk op 28 november 2016 op Canal+.

## Verhaal
In het noorden van Zweden tijdens de periode van de middernachtzon, gebeurt er in Kiruna een mysterieuze moord op een man van Franse nationaliteit. De Franse politieluitenante van het OCRVP, Kahina Zadi wordt ter plaatse gestuurd om de Zweedse politie te helpen met het moordonderzoek. Ze moet er samenwerken met de flegmatische openbare aanklager Anders Harnesk. 

## Rolverdeling

### Hoofdpersonages
- Leïla Bekhti: Kahina Zadi
- Gustaf Hammarsten: Anders Harnesk

### Bijrollen
- Peter Stormare: Rutger Burlin
- Sofia Jannok: Nåjd
- Jakob Hultcrantz Hansson: Thorndahl
- Olivier Gourmet: Alain Gruard
- Denis Lavant: Pierre Carnot
- Richard Ulfsäter: Thor
- Oscar Skagerberg: Kristoffer Hanki
- Karolina Furberg: Jessika Harnesk
- Jessica Grabowsky: Jenny Ann
- Editha Domingo: Mabée
- Malin Persson: Linnea
- Anna Azcárate: Kajsa Burlin
- Pelle Heikkilä: Marko Helsing
- Albin Grenholm: Kimmo
- Göran Forsmark: Sparen
- Rodolphe Congé: Benoît
- Iggy Malmborg: Eddie
- Jeremy Corallo: Nadji
- Philippe du Janerand: Éric Tardieu
- Maxida Märak: Evelina Geatki